# 546-os busz
Az 546-os jelzésű regionális autóbusz Nagykőrös, Szabadság tér és Tiszakécske, Templom tér, illetve Tiszakécske, Tiszapart között közlekedik. A járatot a MÁV Személyszállítási Zrt. üzemelteti.

## Története
A korábbi 2456-os járat 2016. december 11-étől 546-os jelzéssel közlekedik.

## Megállóhelyei
Az átszállási kapcsolatok között a Nagykőrös, Szabadság tér és Kocsér, Szent István tér megállóhelyek között azonos útvonalon közlekedő 545-ös busz nincs feltüntetve!
| 546 (Nagykőrös, Szabadság tér – Tiszakécske, Templom tér (– Tiszakécske, Tiszapart)) | 546 (Nagykőrös, Szabadság tér – Tiszakécske, Templom tér (– Tiszakécske, Tiszapart)) | 546 (Nagykőrös, Szabadság tér – Tiszakécske, Templom tér (– Tiszakécske, Tiszapart)) | 546 (Nagykőrös, Szabadság tér – Tiszakécske, Templom tér (– Tiszakécske, Tiszapart)) | 546 (Nagykőrös, Szabadság tér – Tiszakécske, Templom tér (– Tiszakécske, Tiszapart)) | 546 (Nagykőrös, Szabadság tér – Tiszakécske, Templom tér (– Tiszakécske, Tiszapart)) | 546 (Nagykőrös, Szabadság tér – Tiszakécske, Templom tér (– Tiszakécske, Tiszapart)) | 546 (Nagykőrös, Szabadság tér – Tiszakécske, Templom tér (– Tiszakécske, Tiszapart)) |
| Perc (↓)                                                                             | Perc (↓)                                                                             | Megállóhely                                                                          | Perc (↑)                                                                             | Perc (↑)                                                                             | Perc (↑)                                                                             | Átszállási kapcsolatok                                                               |                                                                                      |
| ------------------------------------------------------------------------------------ | ------------------------------------------------------------------------------------ | ------------------------------------------------------------------------------------ | ------------------------------------------------------------------------------------ | ------------------------------------------------------------------------------------ | ------------------------------------------------------------------------------------ | ------------------------------------------------------------------------------------ | ------------------------------------------------------------------------------------ |
| 0                                                                                    | 0                                                                                    | Nagykőrös, Szabadság tér végállomás                                                  | 46                                                                                   | 43                                                                                   | 41                                                                                   | 543, 544, 547, 548, 549, 550, 551, 552, 553, 555 1348, 1362, 1376, 1464              |                                                                                      |
| 1                                                                                    | 1                                                                                    | Nagykőrös, Gazdabolt                                                                 | 45                                                                                   | 42                                                                                   | 40                                                                                   | 543, 544                                                                             |                                                                                      |
| 2                                                                                    | 2                                                                                    | Nagykőrös, Gépgyártó szövetkezet                                                     | 44                                                                                   | 41                                                                                   | 39                                                                                   | 543, 544, 553                                                                        |                                                                                      |
| 3                                                                                    | 3                                                                                    | Nagykőrös, Öregcsárda                                                                | 43                                                                                   | 40                                                                                   | 38                                                                                   | 543, 544 1464                                                                        |                                                                                      |
| 5                                                                                    | 5                                                                                    | Arany János Tsz. kertészet                                                           | 41                                                                                   | 38                                                                                   | 36                                                                                   |                                                                                      |                                                                                      |
| 6                                                                                    | 6                                                                                    | Fafeldolgozó                                                                         | 40                                                                                   | 37                                                                                   | 35                                                                                   |                                                                                      |                                                                                      |
| 7                                                                                    | 7                                                                                    | Szolgálati lakások                                                                   | 39                                                                                   | 36                                                                                   | 34                                                                                   |                                                                                      |                                                                                      |
| 8                                                                                    | 8                                                                                    | Árbozi Általános Iskola                                                              | 38                                                                                   | 35                                                                                   | 33                                                                                   |                                                                                      |                                                                                      |
| 9                                                                                    | 9                                                                                    | Dobos tanya                                                                          | 37                                                                                   | 34                                                                                   | 32                                                                                   |                                                                                      |                                                                                      |
| 11                                                                                   | 11                                                                                   | Kocséri határ                                                                        | 35                                                                                   | 32                                                                                   | 30                                                                                   |                                                                                      |                                                                                      |
| 12                                                                                   | 12                                                                                   | Utasi tanya                                                                          | 34                                                                                   | 31                                                                                   | 29                                                                                   |                                                                                      |                                                                                      |
| 13                                                                                   | 13                                                                                   | Kocsér, Szabadság utca                                                               | 33                                                                                   | 30                                                                                   | 28                                                                                   |                                                                                      |                                                                                      |
| 14                                                                                   | 14                                                                                   | Kocsér, Jókai Mór út                                                                 | 32                                                                                   | 29                                                                                   | 27                                                                                   |                                                                                      |                                                                                      |
| 15                                                                                   | 15                                                                                   | Kocsér, Szent István tér                                                             | 31                                                                                   | 28                                                                                   | 26                                                                                   | 544                                                                                  |                                                                                      |
| 17                                                                                   | 17                                                                                   | Mézes út                                                                             | 29                                                                                   | 26                                                                                   | 24                                                                                   |                                                                                      |                                                                                      |
| 18                                                                                   | 18                                                                                   | Szentkirályi földút elágazás                                                         | 28                                                                                   | 25                                                                                   | 23                                                                                   |                                                                                      |                                                                                      |
| 19                                                                                   | 19                                                                                   | Kocsér, Fűzfás út                                                                    | 27                                                                                   | 24                                                                                   | 22                                                                                   |                                                                                      |                                                                                      |
| 20                                                                                   | 20                                                                                   | Kécskei határ                                                                        | 26                                                                                   | 23                                                                                   | 21                                                                                   |                                                                                      |                                                                                      |
| 22                                                                                   | 22                                                                                   | Rózsa major                                                                          | 24                                                                                   | 21                                                                                   | 19                                                                                   |                                                                                      |                                                                                      |
| 23                                                                                   | 23                                                                                   | 9. számú kisbolt                                                                     | 23                                                                                   | 20                                                                                   | 18                                                                                   |                                                                                      |                                                                                      |
| 25                                                                                   | 25                                                                                   | Hunyadi Tsz.                                                                         | 21                                                                                   | 18                                                                                   | 16                                                                                   |                                                                                      |                                                                                      |
| 27                                                                                   | 27                                                                                   | Tiszakécskei Kossuth Tsz.                                                            | 19                                                                                   | 16                                                                                   | 14                                                                                   |                                                                                      |                                                                                      |
| 29                                                                                   | 29                                                                                   | Bézi dűlő                                                                            | 17                                                                                   | 14                                                                                   | 12                                                                                   |                                                                                      |                                                                                      |
| 30                                                                                   | 30                                                                                   | Kőrösi híd                                                                           | 16                                                                                   | 13                                                                                   | 11                                                                                   |                                                                                      |                                                                                      |
| 32                                                                                   | 32                                                                                   | Tiszakécske, Dózsa telep                                                             | 14                                                                                   | 11                                                                                   | 9                                                                                    |                                                                                      |                                                                                      |
| 34                                                                                   | 34                                                                                   | Tiszakécske, tűzoltóság                                                              | ∫                                                                                    | 9                                                                                    | ∫                                                                                    | S220                                                                                 |                                                                                      |
| 35                                                                                   | 35                                                                                   | Tiszakécske, vasúti átjáró                                                           | 13                                                                                   | 8                                                                                    | 8                                                                                    |                                                                                      |                                                                                      |
| 36                                                                                   | 36                                                                                   | Tiszakécske, kerekdombi elágazás                                                     | 12                                                                                   | 7                                                                                    | 7                                                                                    |                                                                                      |                                                                                      |
| 37                                                                                   | 37                                                                                   | Tiszakécske, városháza                                                               | 11                                                                                   | 6                                                                                    | 6                                                                                    |                                                                                      |                                                                                      |
| 38                                                                                   | 38                                                                                   | Tiszakécske, Szolnoki út                                                             | 10                                                                                   | 5                                                                                    | 5                                                                                    |                                                                                      |                                                                                      |
| 39                                                                                   | 39                                                                                   | Tiszakécske, Szabolcska utca                                                         | 9                                                                                    | 4                                                                                    | 4                                                                                    |                                                                                      |                                                                                      |
| 41                                                                                   | 41                                                                                   | Tiszakécske, Erkel fasor                                                             | 7                                                                                    | 2                                                                                    | 2                                                                                    |                                                                                      |                                                                                      |
| 43                                                                                   | 43                                                                                   | Tiszakécske, Templom tér végállomás                                                  | 5                                                                                    | 0                                                                                    | 0                                                                                    |                                                                                      |                                                                                      |
| 46                                                                                   | ∫                                                                                    | Tiszakécske, Nap körút                                                               | 2                                                                                    | ∫                                                                                    | ∫                                                                                    |                                                                                      |                                                                                      |
| 48                                                                                   | ∫                                                                                    | Tiszakécske, Tiszapart végállomás                                                    | 0                                                                                    | ∫                                                                                    | ∫                                                                                    |                                                                                      |                                                                                      |